# 藍張興

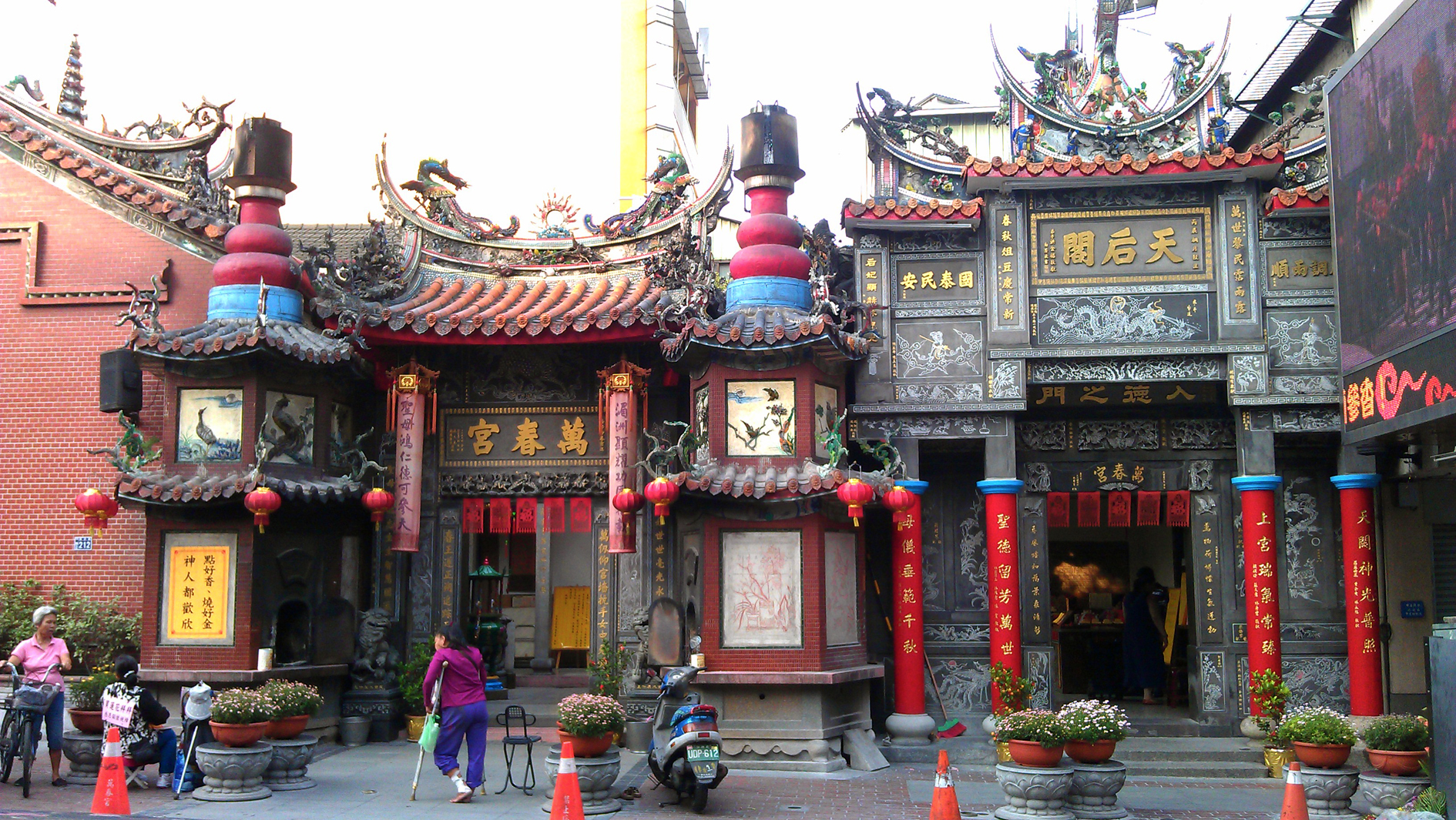
台中萬春宮，昔稱藍興宮，又稱藍興媽祖，與「藍張興」之墾號名為系出同源。

藍張興（臺羅拼音：Nâ-tiunn-hing），福建水師提督藍廷珍於雍正二年（1724年）申辦之墾照名。該墾號漳籍色彩濃厚，對於十八世紀之後，漢人墾拓台中盆地之開發影響至深。藍廷珍於雍正七年過世，由藍日寵承繼墾照，爾後曾遭廢墾撤照之虞，有孫輩藍元枚力爭保產，才得以續存。

## 起源
康熙六十年（1721年），原臺灣鎮總兵藍廷珍奉命討剿朱一貴事件來台。敉平朱一貴動亂後在雍正二年間巡視全台，見大肚溪以北區域之台中盆地，除盤據於大肚山腳的猫霧捒社群（巴布拉族）外，人煙罕至，沼澤瘴癘，林草叢生，便興起加以整治，使其沃野千里之念。藍氏將故「張鎮庄」原有範圍（約當台中市南屯區與大肚區）委託管事蔡克俊負責報墾事宜，獲首任彰化縣知縣談經正給印單准墾執照，成立官股性質濃厚的墾號「藍張興」，張鎮庄亦改名為藍興庄。
該史料亦可從巡臺御史禪濟布、景考祥在雍正三年（1725）十月十六日因「生番殺人」呈給皇帝報告的資料佐證：
藍張興莊，舊名張鎮莊，逼近生番鹿場，兇番不時出入，不令民人開墾者也。自康熙四十九年，原任台灣副將張國報墾立戶陞科，遂致生番擾害，於五十八年九月間該莊佃民被生番殺死九命，通詳各上司，奉原任總督臣滿保檄行將該莊毀棄，逐散佃民，開除課額在案。且此地舊屬諸羅縣所管，該知縣孫魯於六十一年到任之後，即赴該地方立石為界不許民人擅到彼處。自雍正二年改屬彰化縣，而提督臣藍廷珍復委管事蔡克俊赴該地方招墾，自立莊戶名為藍張興莊。
 — 巡視臺灣監察御史禪濟布 〈奏報嚴禁私墾摺（雍正三年十月十六）〉

## 墾域
藍張興設立後，藍廷珍同時成立「藍興庄」（或稱「藍張興庄」），亦出任首任墾首（或曰墾戶首），但當地實際事務如招募佃丁、開墾收租、立戶陞科等等，係由管事蔡克俊負責。
雍正年間（1720年代），該墾號的經略範圍約在今日舊台中市區、烏日、大里（時稱大里杙）和太平一帶。而藍興庄在雍正初年的行政區域，應隸屬為臺灣府彰化縣猫霧捒保，爾後民居益眾，「猫霧捒保」乃分「捒東上堡」與「捒下堡」，又有「藍興堡」獨立成為行政區域之名。
引據陳炎正〈漳州人開發台中的歷史意象〉一文，藍廷珍及其族墾殖地等之分佈概略勾劃出：
- 藍廷珍墾域：公館、後壟仔、半平厝、番婆庄、九張犁、樹仔腳、下橋仔頭、東大墩、東勢仔。
- 張國墾域：知高、山仔腳、番社腳、同安厝、學田、劉厝、鎮平、下牛埔仔、三塊厝、永定厝、水碓、下楓樹腳、田心仔、麻糬埔、犁頭店。

## 影響
藍張興墾號設置以後，大肚溪以北原本悉為土牛漢界所在，官方帶頭越界犯禁、廣招佃丁，遂各地移民接踵而至，嚴重干擾原為平埔原住民族巴布拉族（Papora）之猫霧拺社群（約今台中市南屯區）的生活空間，而原本遍布的森林沼澤溪流以及獵鹿林場，加速開闢成阡陌交錯的農田渠道，也造成當地平埔原住民族的漢化、或大舉遷徙的深刻影響。
在雍正、乾隆二朝近八十年之間，正是「藍張興」最為蓬勃發展的階段，與此同時，以大甲溪流域的張達京等六館業戶所領導之客裔集團（墾照「張振萬」，組織於雍正十年）則分據台中北緣，連袂形成漢人對台中盆地開發的濫觴。這段時間不僅給藍氏家族帶來可觀的財富，舉凡如包庇偷渡墾民來臺越界私墾，也形成對清領初期渡臺海禁與內山政策的挑戰。

## 相關人物

### 藍氏
- 藍廷珍
- 藍日寵（藍天秀）
- 藍元枚

### 張氏
- 張國
- 張嗣徽

### 實際管理
- 蔡克俊

### 其他
- 藍鼎元
- 藍雲錦
- 談經正
- 張達京（與六館業戶佔據台中盆地北緣、大甲溪以南區域）

## 其他

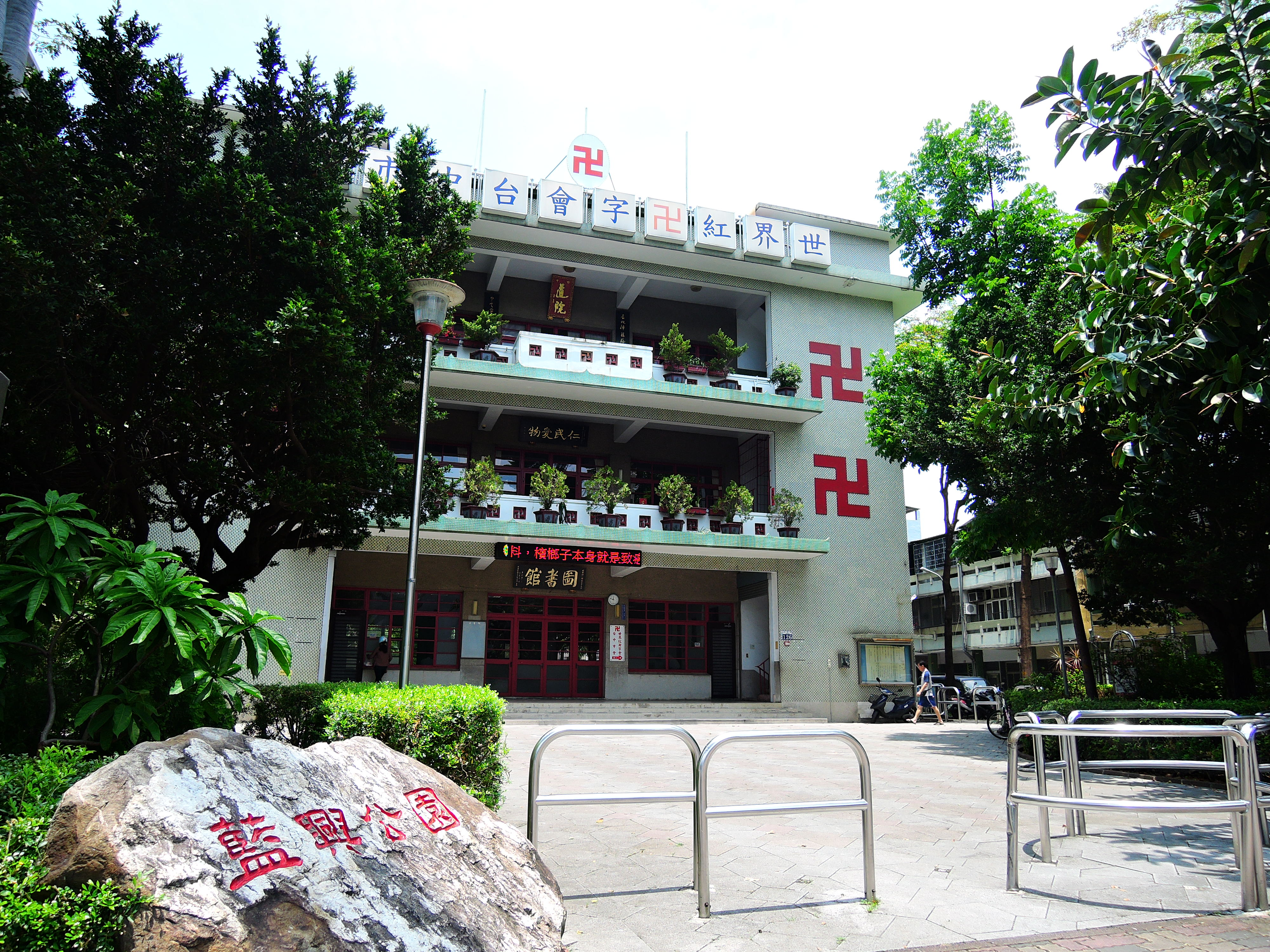
台中市西區存有「藍興里」、「藍興公園」之名，應可追溯藍張興之歷史淵源

- 該「藍張興」或「藍興」之名，與位於今日台中市中區的萬春宮，昔稱藍興宮，又稱藍興媽祖，「藍興」之名為系出同源。[8]今台中市西區存有「藍興里」、「藍興公園」之名，應可追溯藍張興之歷史淵源。

## 相關書目
1. 張桓忠等著，《萬春宮志：藍興、大墩、臺中媽祖信仰的歷史發展》，台中市：台中市萬春宮管理委員會，2014年。ISBN 9789868770218
2. 洪敏麟、屈慧麗著，《犁頭店歷史的回顧》，台中市：台中市立文化中心，1994年。ISBN 9570033568
3. 梁志輝、鍾幼蘭著，《臺灣原住民史：平埔族史篇（中）》，南投：臺灣省文獻委員會，2001年。ISBN 9789570288896
4. 陳彥斌、黃豐隆、陳俐文、謝文賢、張慶宗、陳靜萍、白棟樑、吳長錕著，《臺中媽祖蔭臺灣》，台中：好讀（初版），2015年。ISBN 9789861783697
5. 舟集著，《藍張興：大肚溪南北岸的拓荒者們》．《第一部　雍正三年》，新北市：斑馬線文庫，2024年。ISBN 9786269783298